# Walter Haummer
Walter Haummer (ur. 22 listopada 1928, zm. 5 października 2008) – austriacki piłkarz grający na pozycji napastnika. W swojej karierze rozegrał 16 meczów w reprezentacji Austrii, w których strzelił 4 gole.

## Kariera klubowa
Przez całą swoją karierę piłkarską Haummer związany był z klubem SC Wacker Wiedeń. W sezonie 1949/1950 zadebiutował w jego barwach w austriackiej pierwszej lidze. W debiutanckim sezonie wywalczył z Wackerem mistrzostwo Austrii, a także zdobył Puchar Austrii. Z kolei w 1951 roku dotarł z Wackerem do finału Pucharu Mitropa. W latach 1951, 1953 i 1956 wywalczył wicemistrzostwo kraju. Swoją karierę zakończył w 1961 roku.
| Sezon   | Klub             | Kraj    | Rozgrywki  | Mecze | Bramki |
| ------- | ---------------- | ------- | ---------- | ----- | ------ |
| 1949/50 | SC Wacker Wiedeń | Austria | Bundesliga | 12    | 10     |
| 1950/51 | SC Wacker Wiedeń | Austria | Bundesliga | 21    | 21     |
| 1951/52 | SC Wacker Wiedeń | Austria | Bundesliga | 26    | 17     |
| 1952/53 | SC Wacker Wiedeń | Austria | Bundesliga | 26    | 18     |
| 1953/54 | SC Wacker Wiedeń | Austria | Bundesliga | 21    | 6      |
| 1954/55 | SC Wacker Wiedeń | Austria | Bundesliga | 24    | 10     |
| 1955/56 | SC Wacker Wiedeń | Austria | Bundesliga | 23    | 9      |
| 1956/57 | SC Wacker Wiedeń | Austria | Bundesliga | 23    | 20     |
| 1957/58 | SC Wacker Wiedeń | Austria | Bundesliga | 24    | 11     |
| 1958/59 | SC Wacker Wiedeń | Austria | Bundesliga | 21    | 13     |
| 1959/60 | SC Wacker Wiedeń | Austria | Bundesliga | 23    | 5      |
| 1960/61 | SC Wacker Wiedeń | Austria | Bundesliga | 14    | 0      |

## Kariera reprezentacyjna
W reprezentacji Austrii Haummer zadebiutował 7 maja 1952 roku w wygranym 6:0 towarzyskim meczu z Irlandią, rozegranym w Wiedniu. W debiucie zdobył gola. W 1954 roku był w kadrze na mistrzostwa świata w Szwajcarii, jednak nie rozegrał na nich żadnego meczu. Od 1952 do 1957 roku rozegrał w kadrze narodowej 16 meczów i strzelił 4 gole.
| Mecze i gole w reprezentacji | Mecze i gole w reprezentacji | Mecze i gole w reprezentacji | Mecze i gole w reprezentacji | Mecze i gole w reprezentacji | Mecze i gole w reprezentacji | Mecze i gole w reprezentacji |
| #                            | Data                         | Stadion                      | Rywal                        | Wynik                        | Gol                          | Rozgrywki                    |
| 1952                         | 1952                         | 1952                         | 1952                         | 1952                         | 1952                         | 1952                         |
| ---------------------------- | ---------------------------- | ---------------------------- | ---------------------------- | ---------------------------- | ---------------------------- | ---------------------------- |
| 1.                           | 07.05.1952                   | Wiedeń, Austria              | Irlandia                     | 6:0                          | 1                            | towarzyski                   |
| 2.                           | 25.05.1952                   | Wiedeń, Austria              | Anglia                       | 2:3                          | 0                            | towarzyski                   |
| 3.                           | 23.11.1952                   | Porto, Portugalia            | Portugalia                   | 1:1                          | 0                            | towarzyski                   |
| 1953                         |                              |                              |                              |                              |                              |                              |
| 4.                           | 29.11.1953                   | Porto, Portugalia            | Portugalia                   | 0:0                          | 0                            | el. MŚ 1954                  |
| 1954                         |                              |                              |                              |                              |                              |                              |
| 5.                           | 03.10.1954                   | Wiedeń, Austria              | Jugosławia                   | 2:2                          | 1                            | towarzyski                   |
| 1956                         |                              |                              |                              |                              |                              |                              |
| 6.                           | 02.05.1956                   | Glasgow, Szkocja             | Szkocja                      | 1:1                          | 0                            | towarzyski                   |
| 7.                           | 17.06.1956                   | Zagrzeb, Jugosławia          | Jugosławia                   | 1:1                          | 0                            | Puchar Dr. Gerö 1955/57      |
| 8.                           | 30.09.1956                   | Wiedeń, Austria              | Luksemburg                   | 7:0                          | 1                            | el. MŚ 1958                  |
| 9.                           | 14.10.1956                   | Wiedeń, Austria              | Węgry                        | 0:2                          | 0                            | towarzyski                   |
| 10.                          | 09.12.1956                   | Genua, Włochy                | Włochy                       | 1:2                          | 0                            | Puchar Dr. Gerö 1955/57      |
| 1957                         |                              |                              |                              |                              |                              |                              |
| 11.                          | 10.03.1957                   | Wiedeń, Austria              | RFN                          | 2:3                          | 0                            | towarzyski                   |
| 12.                          | 14.04.1957                   | Wiedeń, Austria              | Szwajcaria                   | 4:0                          | 1                            | Puchar Dr. Gerö 1955/57      |
| 13.                          | 05.05.1957                   | Wiedeń, Austria              | Szwecja                      | 1:0                          | 0                            | towarzyski                   |
| 14.                          | 26.05.1957                   | Wiedeń, Austria              | Holandia                     | 3:2                          | 0                            | el. MŚ 1958                  |
| 15.                          | 15.09.1957                   | Belgrad, Jugosławia          | Jugosławia                   | 3:3                          | 0                            | towarzyski                   |
| 16.                          | 25.09.1957                   | Amsterdam, Holandia          | Holandia                     | 1:1                          | 0                            | el. MŚ 1958                  |